# 광서 평화

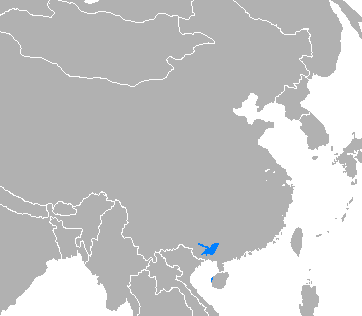

광서 평화(중국어: 廣西平話 광시핑화[*])는 주로 중국 광시성(광서성)에서 사용되는 중국어 방언의 일종으로, 간단히 평화(중국어: 平話 핑화[*])라고도 한다. 평화는 광서성 일부 지역에서 쓰이는 교역어로서, 좡어를 모어로 하는 이들이 제2언어로서 사용한다. 중국 정부의 공식 분류 상 일부 화자들은 좡족으로 분류되고 일부 화자들은 한족으로 분류된다.
북부 집단은 구이린시에, 남부 집단은 난닝시에 집중되어 있다. 특히 남부 방언은 몇가지 두드러지는 특징이 있는데, 예컨대 4가지의 구분되는 입성이 있으며 좡어 유래의 차용어(명령문의 마지막에 붙는 조사 wei 등)를 사용한다.

## 같이 보기
- 중국어의 방언